# Lijst van schepen van de Kriegsmarine
De lijst van schepen van de Kriegsmarine omvat alle schepen in de vaart werden genomen door de Kriegsmarine, de Duitse marine tijdens het Derde Rijk, gedurende zijn bestaan van 1935 tot het einde van de Tweede Wereldoorlog in 1945.
Zie de Lijst van schepen van de Kaiserliche Marine voor schepen in dienst bij de voorganger van de Kriegsmarine, de Kaiserliche Marine.

## Kriegsmarine(1935–1945)

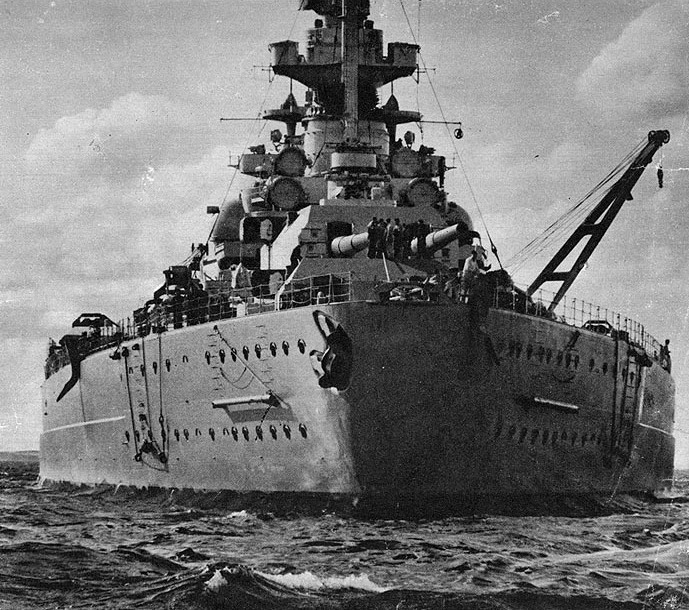
Bismarck

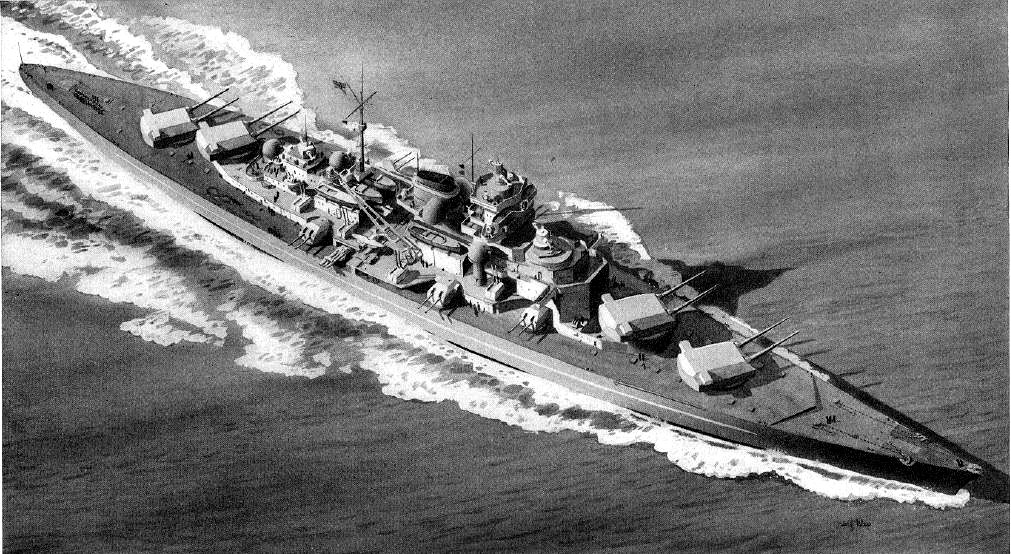
Tirpitz

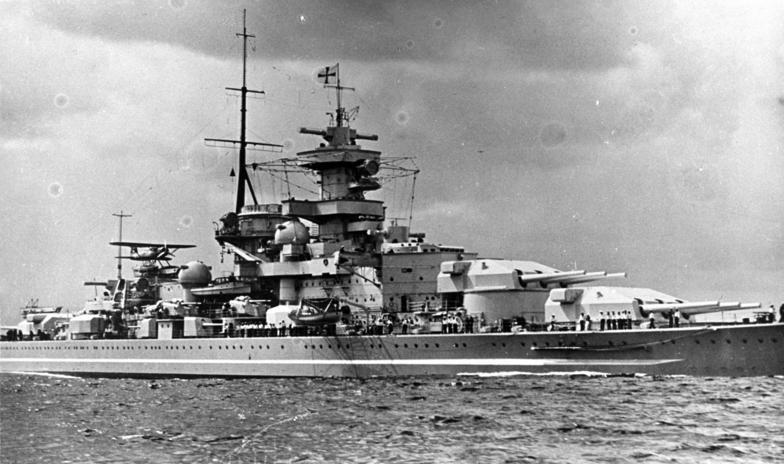
Gneisenau

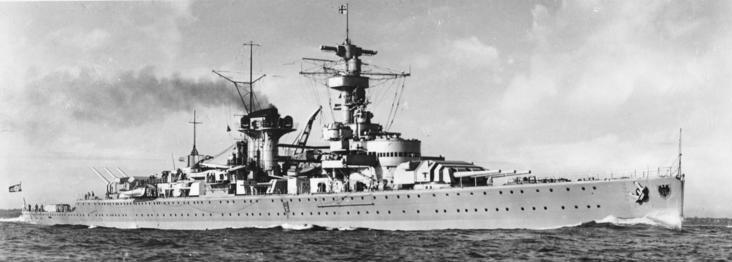
Lützow (oorspronkelijk: Deutschland)

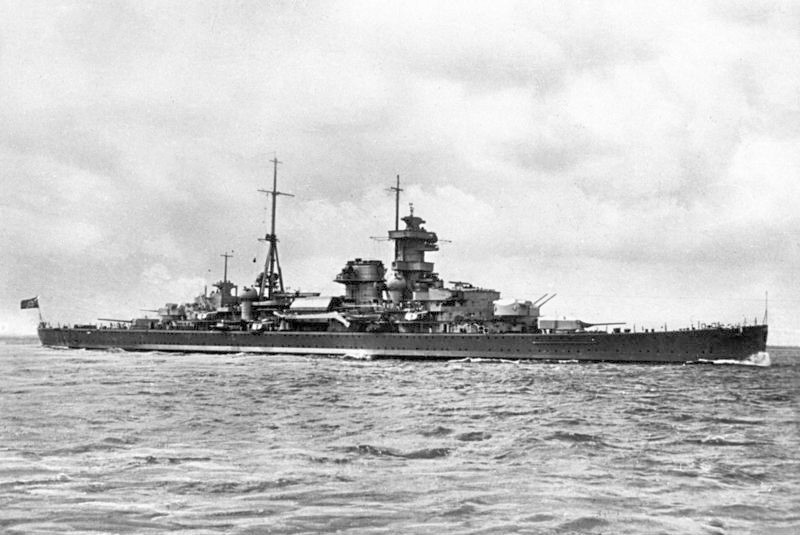
Admiral Hipper

### Vliegdekschepen
- Vliegdekschepen
  - Graf Zeppelin-klasse
    - Graf Zeppelin, te water gelaten in 1938 (nooit voltooid)
    - Flugzeugträger B, nooit te water gelaten

### Slagschepen
- Slagschepen
  - Bismarck-klasse (42.000 ton, acht 38 cm kanonnen)
    - Bismarck, 1939
    - Tirpitz, 1939

  - Gneisenau-klasse (35.000 ton, negen 28 cm kanonnen)
    - Gneisenau, 1936
    - Scharnhorst, 1936

### Linieschepen

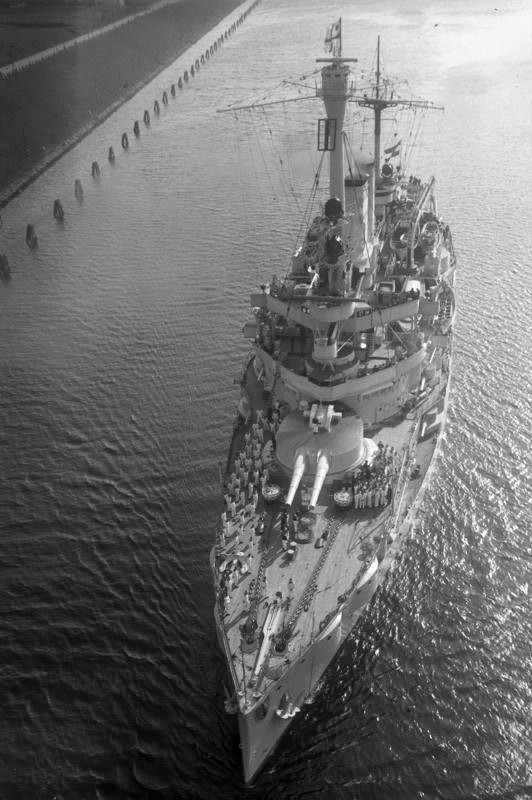
SMS Schleswig-Holstein 1906

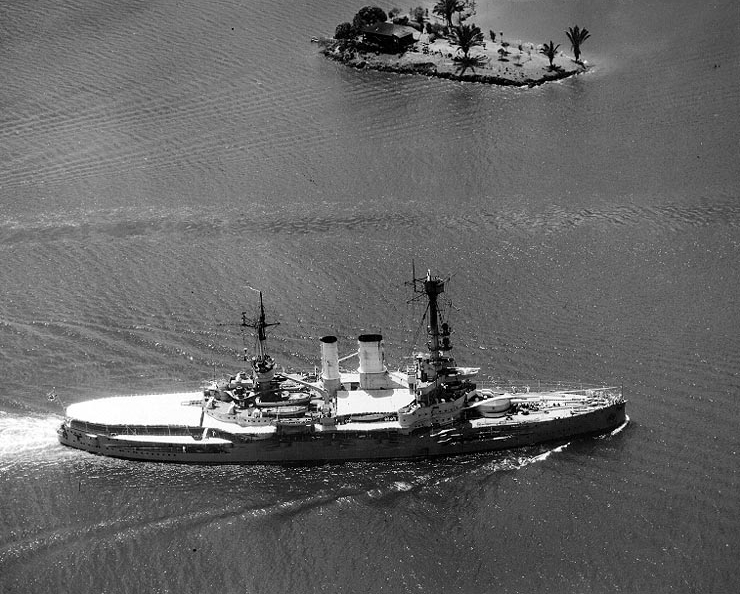
Schlesien 1906

- Verouderde Pre-Dreadnoughts/Linienschiffe (deden dienst als opleidingsschepen)
  - Hannover, 1905
  - Schleswig-Holstein, 1906 (begon de Tweede Wereldoorlog bij Westerplatte)
  - Schlesien, 1906

### Pantserschepen
- Panzerschiffe - (in februari 1940 opnieuw geclassificeerd als zware kruisers)
  - Deutschland-klasse (12.000 ton, zes 28 cm kanonnen)
    - Lützow (oorspronkelijk: Deutschland), 1931
    - Admiral Graf Spee, 1933
    - Admiral Scheer, 1934

### Zware kruisers
- Zware kruisers
  - Admiral Hipper-klasse (14.000 ton, acht 20,3 cm kanonnen)
    - Admiral Hipper, 1937
    - Blücher, 1937
    - Prinz Eugen, 1938
    - Seydlitz (zou omgebouwd worden tot klein vliegdekschip, maar werd nooit voltooid)
    - Lützow (in 1939 onvoltooid verkocht aan de Sovjet-Unie)

### Lichte kruisers
- Lichte Kruisers

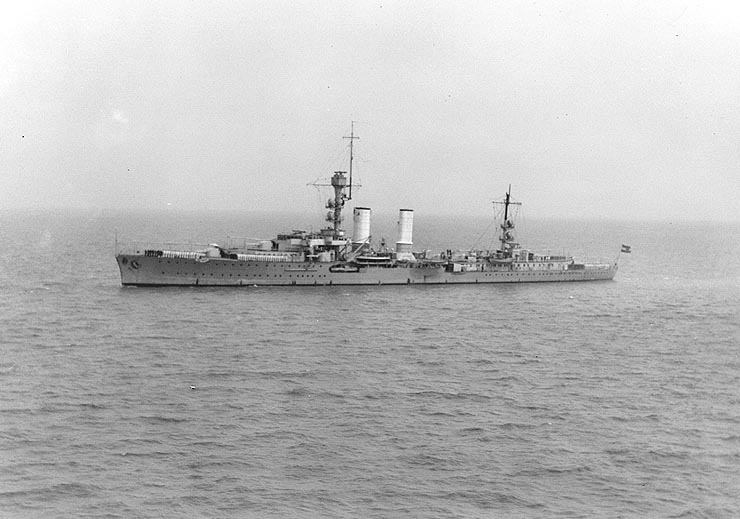
Lichte kruiser Emden

  - Emden-klasse (6000 ton, acht 15 cm kanonnen)
    - Emden, 1925

  - Königsberg-klasse (7200 ton, negen 15 cm kanonnen)
    - Königsberg, 1925
    - Karlsruhe, 1927
    - Köln, 1928

  - Leipzig-klasse (8000 ton, negen 15 cm kanonnen)
    - Leipzig, 1929
    - Nürnberg, 1934 (Russische kruiser Admiral Makarow)

### Artillerie Opleidingsschepen
- Artillerie Opleidingsschepen
  - Bremse, 1931
  - Brummer, 1935

### Opleidingszeilschepen
- Opleidingszeilschepen
  - Segelschulschiff Niobe, 1913
  - Segelschulschiff Gorch Fock, 1933 (Russisch opleidingsschip Tovarishch)
  - Segelschulschiff Horst Wessel, 1936 (Opleidingsschip van de Amerikaanse kustwacht Eagle)
  - Segelschulschiff Albert Leo Schlageter, 1937 (Opleidingsschip van de Portugese marine Sagres II)

### Hulpkruisers
- Hulpkruiser
  - HSK 1 Orion
  - HSK 2 Atlantis
  - HSK 3 Widder
  - HSK 4 Thor
  - HSK 5 Pinguin
  - HSK 6 Stier
  - HSK 7 Komet
  - HSK 8 Kormoran
  - HSK 9 Michel
  - HSK Coronel
  - Hansa

### Torpedoboten
- Torpedoboten
  - Torpedoboot-Klasse Typ 23/Raubvogel
    - Torpedoboot Albatros
    - Torpedoboot Falke
    - Torpedoboot Greif
    - Torpedoboot Kondor
    - Torpedoboot Möwe
    - Torpedoboot Seeadler

  - Torpedoboot-Klasse Typ 24/Raubtier
    - Torpedoboot Wolf
    - Torpedoboot Iltis
    - Torpedoboot Jaguar
    - Torpedoboot Leopard
    - Torpedoboot Luchs
    - Torpedoboot Tiger

  - Torpedoboot-Klasse Typ 35
    - Torpedoboot T1
    - Torpedoboot T2
    - Torpedoboot T3
    - Torpedoboot T4
    - Torpedoboot T5
    - Torpedoboot T6
    - Torpedoboot T7
    - Torpedoboot T8
    - Torpedoboot T9
    - Torpedoboot T10
    - Torpedoboot T11
    - Torpedoboot T12

  - Torpedoboot-Klasse Typ 37
    - T13 tot T21

  - Torpedoboot-Klasse Typ 39
    - T22 tot T36

  - Torpedoboot-Klasse Typ 40
    - T61 tot T84

  - Torpedoboot-Klasse Typ 41
    - T37 tot T51

  - Torpedoboot-Klasse Typ 41A
  - Torpedoboot-Klasse Typ 42
  - Torpedoboot-Klasse Typ 44
    - T52 tot T60

### Torpedobootjagers
- Torpedobootjagers/Zerstörer
  - Zerstörer/Typ 1934
    - Z1 Leberecht Maass
    - Z2 Georg Thiele
    - Z3 Max Schultz
    - Z4 Richard Beitzen

  - Zerstörer/Typ 1934 A
    - Z5 Paul Jacobi
    - Z6 Theodor Riedel
    - Z7 Hermann Schoemann
    - Z8 Bruno Heinemann
    - Z9 Wolfgang Zenker
    - Z10 Hans Lody
    - Z11 Bernd von Arnim
    - Z12 Erich Giese
    - Z13 Erich Koellner
    - Z14 Friedrich Ihn
    - Z15 Erich Steinbrinck
    - Z16 Friedrich Eckoldt

  - Zerstörer/Typ 1936
    - Z17 Diether von Roeder
    - Z18 Hans Lüdemann
    - Z19 Hermann Künne
    - Z20 Karl Galster
    - Z21 Wilhelm Heidkamp
    - Z22 Anton Schmitt

  - Zerstörer/Typ 1936 A
    - Z23 tot en met Z30

  - Zerstörer/Typ 1936 A (Mob)
    - Z31 tot en met Z34
    - Z37 tot en met Z39

  - Zerstörer/Typ 1936 B
    - Z35 tot en met Z36
    - Z43 tot en met Z45

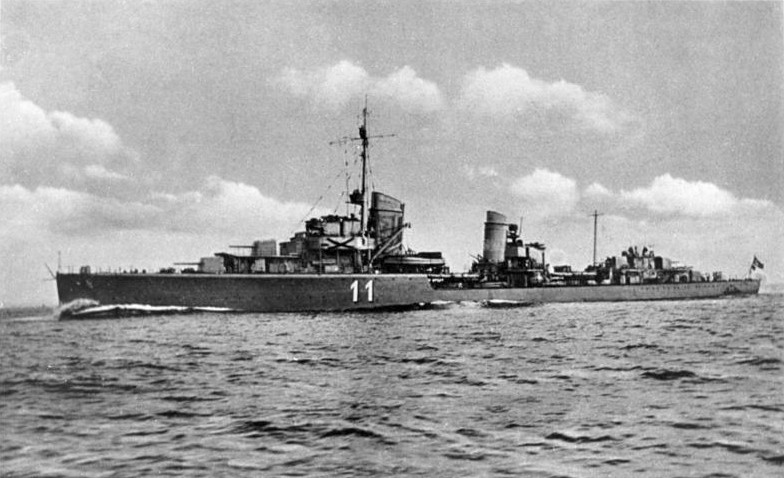
Richard Beitzen 1935

  - Torpedobootjagerklassen gepland, besteld, of kielgelegd - maar niet voltooid:
    - Zerstörer 1936C
    - Zerstörer 1938A/Ac
    - Zerstörer 1938B
    - Zerstörer 1942: Z51 tewatergelaten in 1944, maar gebombardeerd en nooit voltooid
    - Zerstörer 1944
    - Zerstörer 1945
    - Spähkreuzer

### Duikboten
- U-boten
  - Type Ia Unterseeboote
    - U25 en U26

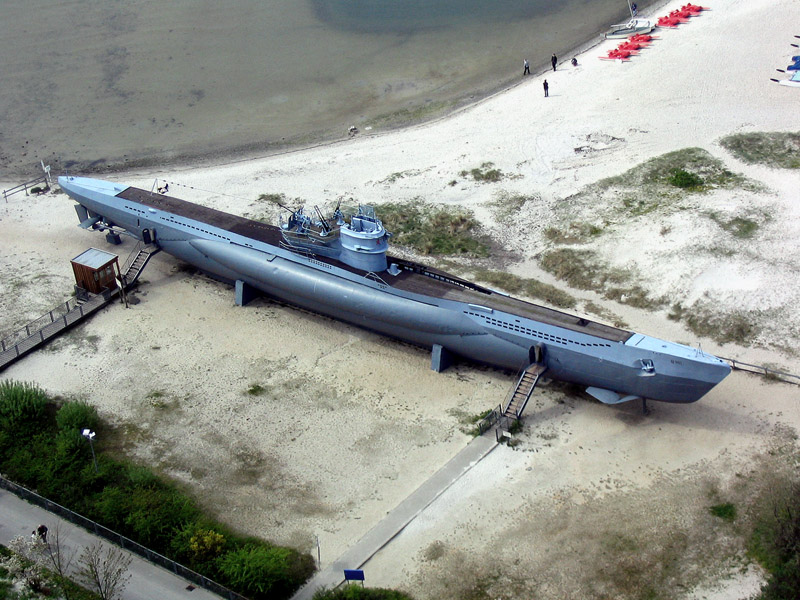
U995

  - Type II Unterseeboote en Type IIa Unterseeboote
    - U1 tot en met U6

  - Type IIb Unterseeboote
    - U7 tot en met U24
    - U120 en U121

  - Type IIc Unterseeboote
    - U56 tot en met U63

  - Type IId Unterseeboote
    - U137 tot en met U152

  - Type VII Unterseeboote
    - U27 tot en met U36

  - Type VIIb Unterseeboote
    - U45 tot en met U55
    - U73 tot en met U76
    - U83 tot en met U87
    - U99 tot en met U102

  - Type VIIc Unterseeboote
    - U69 tot en met U72
    - U77 tot en met U82
    - U88 tot en met U98
    - U132 tot en met U136
    - U201 tot en met U212
    - U221 tot en met U232
    - U235 tot en met U291
    - U301 tot en met U316
    - U331 tot en met U394
    - U396 tot en met U458
    - U465 tot en met U486
    - U551 tot en met U683
    - U701 tot en met U722
    - U731 tot en met U768
    - U771 tot en met U779
    - U821 tot en met U822
    - U825 en U826
    - U901
    - U903 tot en met U907
    - U921 tot en met U928
    - U951 tot en met U994
    - U1051 tot en met U1058
    - U1101 en U1102
    - U1131 en U1132
    - U1161 en U1162
    - U1191 tot en met U1210

  - Type VIIc 41 Unterseeboote
    - U292 tot en met U300
    - U317 tot en met U328
    - U827 en U828
    - U929 en U930
    - U995
    - U997 tot en met U1010
    - U1013 tot en met U1025
    - U1063 tot en met U1065
    - U1103 tot en met U1110
    - U1163 tot en met U1172
    - U1271 tot en met U1279
    - U1301 tot en met U1308

  - Type VIId Unterseeboote
    - U213 tot en met U218

  - Type VIIf Unterseeboote
    - U1059 tot en met U1062

  - Type IX Unterseeboote
    - U37 tot en met U44

  - Type IXb Unterseeboote
    - U64 en U65
    - U103 tot en met U111
    - U122 tot en met U124

  - Type IXc Unterseeboote
    - U66 tot en met U68
    - U125 tot en met U131
    - U153 tot en met U166
    - U171 tot en met U176
    - U501 tot en met U524

  - Type IXc 40 Unterseeboote
    - U167 tot en met U170
    - U183 tot en met U194
    - U525 tot en met U550
    - U801 tot en met U806
    - U841 tot en met U846
    - U853 tot en met U858
    - U877 tot en met U881
    - U899
    - U1221 tot en met U1235

  - Type IXd Unterseeboote
    - U177 tot en met U182
    - U195 tot en met U200
    - U847 tot en met U852
    - U859 tot en met U864
    - U871 tot en met U876

  - Type Xb Unterseeboote
    - U116 tot en met U119
    - U219 en U220
    - U233 en U234

  - Type XIV Unterseeboote
    - U459 tot en met U464
    - U487 tot en met U490

  - Type XVIIB Unterseeboote
    - U1405 tot en met U1407

  - Type XXI Unterseeboote
    - U2501 tot en met U2531
    - U2533 tot en met U2546
    - U2548
    - U2551 en U2552
    - U3001 tot en met U3041
    - U3044
    - U3501 tot en met U3530

  - Type XXII Unterseeboote
    - U2321 tot en met U2371
    - U4701 tot en met U4707
    - U4709 tot en met U4712

En nog veel andere schepen waaronder: torpedoboten, escortschepen, kanonneerboten, bevoorradingsschepen, opleidingsschepen, hulpvaartuigen, fregatten, mijnenleggers, mijnenjagers, Schnellboote en anderen.